# Regierungsamtliche Öffentlichkeitsarbeit
Regierungsamtliche Öffentlichkeitsarbeit (regÖA) stellt in Deutschland eine Sonderform der Öffentlichkeitsarbeit oder auch Organisationskommunikation dar. Als regÖA werden alle Informationsmaßnahmen amtlicher Stellen, wie zum Beispiel Behörden, Ministerien, aber auch staatlich finanzierte Einrichtungen bezeichnet.
Im Gegensatz zur angestrebten bestmöglichen positiven Darstellung von Informationen und Vorgehensweisen einer Firma gegenüber der Öffentlichkeit, soll sie lediglich informieren und aufklären.
Regierungen, Behörden und staatlich finanzierte Einrichtungen folgen im Rahmen ihrer Kommunikationstätigkeit der verfassungsrechtlichen Pflicht zur amtlichen Informationsvermittlung, bezogen auf ihre Institution, Themen und Tätigkeiten. Die jeweiligen Zielgruppen sollen beispielsweise in die Lage versetzt werden, diejenige (Basis-)Information zu erhalten, die sie zur freien Meinungs- und Willensbildung benötigen.
In ihrer idealtypischen Anwendung dient sie der Erfüllung des öffentlichen Informationsbedürfnisses. Eine regierungsamtliche Informationspflicht wird aus dem Demokratieprinzip in Artikel 20 des Grundgesetzes abgeleitet. Staatliche Einrichtungen sollen beispielsweise über ihre Tätigkeiten informieren und dürfen unter dieser Prämisse auch für Verständnis, aber auch sachgemäßes Verhalten werben.

## Grauzone
Der individuelle Meinungsbildungsprozess, vor allem im Vorfeld von Wahlen, besitzt darüber hinaus eine besondere Bedeutung. Amtliche Informationsmaßnahmen müssen diesen demokratischen Kernbereich achten und während einer Vorwahlzeit mit besonderer Zurückhaltung kommunizieren.
Der österreichische Rechnungshof hat 2024 Leitsätze für zulässige Öffentlichkeitsarbeit verglichen.